# Александрия Троадская
Александрия, или Александрия Троадская, также Троада-Александрия (греч. Αλεξάνδρεια Τρωάς; тур. Eski Stambul), или просто Троада (лат. Troas), — упоминаемый в Новом Завете бывший древнегреческий город и римская колония, порт на Эгейском море вблизи северной оконечности западного побережья Турции, немного южнее Бозджаады; один из городов исторического полуострова Троады в Малой Азии; находился на побережье Мисии, в некотором расстоянии от древней Трои, от которой он собственно и получил свое название. Был основан Александром Македонским во время похода на восток: по его указаниям было выбрано место для постройки нового города, Александрии Троянской, который был выстроен при Антигоне и Лисимахе. Славился своей торговлей, но с течением времени пришёл в упадок. В настоящее время его развалины называются Ески-Стамбул.
Апостол Павел имел здесь видение, в котором Господь повелел ему идти и проповедовать в Македонии (Деян. 16:8—11). Апостол был в городе также и при других случаях и с успехом там проповедовал (2Кор. 2:12, 2Тим. 4:13); оставил там фелонь и книги.